# Xã Southampton, Quận Cumberland, Pennsylvania
Xã Southampton (tiếng Anh: Southampton Township) là một xã thuộc quận Cumberland, tiểu bang Pennsylvania, Hoa Kỳ. Năm 2010, dân số của xã này là 6.359 người.